# Andreas Lippert
Andreas Lippert (28. května 1863 Přehýšov – 29. prosince 1940) byl československý politik německé národnosti a meziválečný senátor Národního shromáždění ČSR za Německý svaz zemědělců (německá agrární strana, BdL).

## Biografie
Profesí byl rolníkem v obci Wenussen u Touškova (Bdeněves).
V parlamentních volbách v roce 1920 získal za BdL senátorské křeslo v Národním shromáždění. Mandát obhájil v parlamentních volbách v roce 1925 a parlamentních volbách v roce 1929. Senátorem byl do roku 1935.